# Alexander Sergejewitsch Mironow

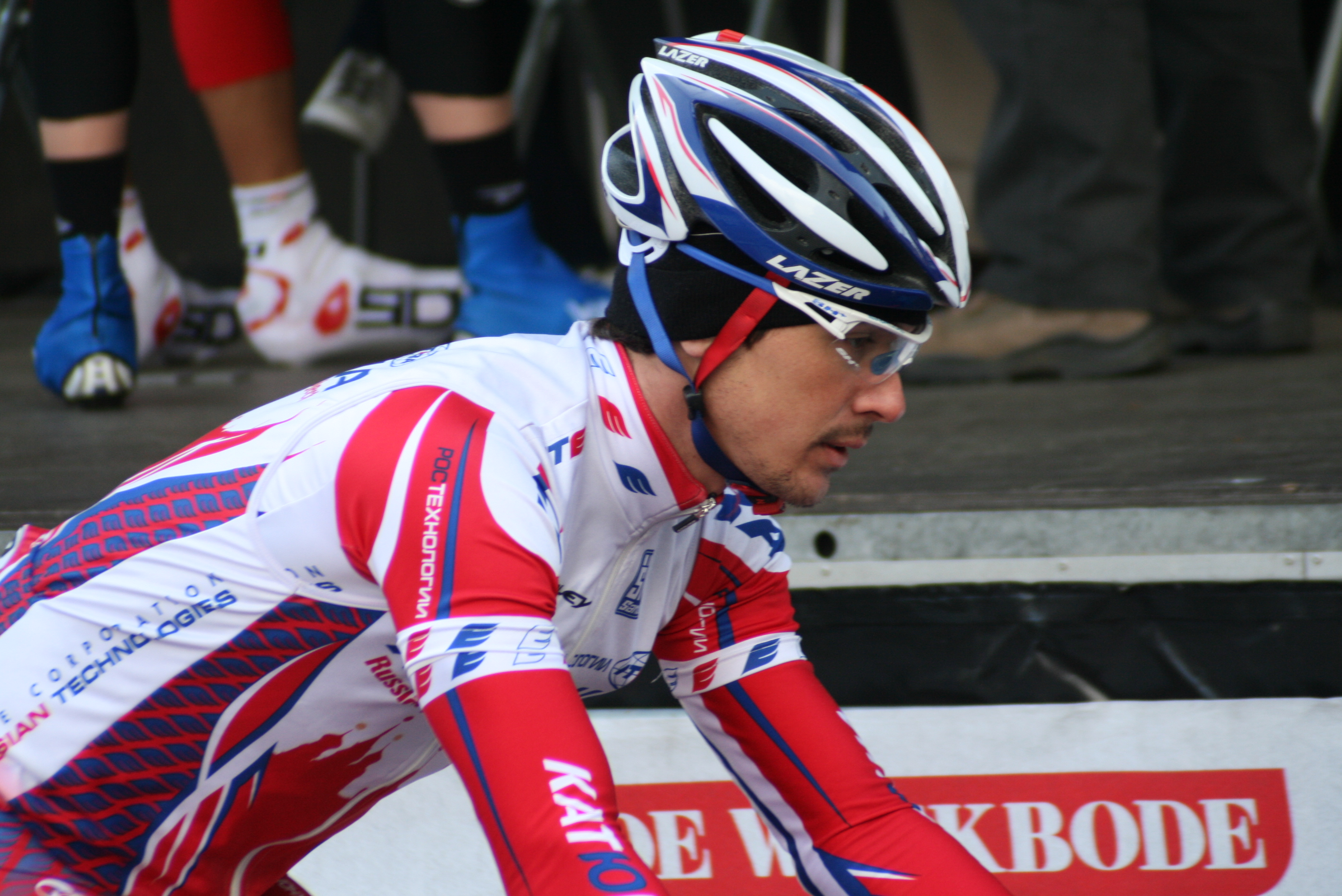
Alexander Mironow bei den Driedaagse van West-Vlaanderen 2010

Alexander Sergejewitsch Mironow (russisch Александр Сергеевич Миронов; * 22. Januar 1984 in Orjol, Russische SFSR) ist ein ehemaliger russischer Radrennfahrer.
Alexander Mironow gewann 2005 eine Etappe bei der Bałtyk-Karkonosze Tour und wurde russischer Meister im Straßenrennen der U23-Klasse. Nachdem er in den Jahren 2008 bis 2010 drei Abschnitte internationaler Etappenrennen und zwei internationale Eintagesrennen gewann erhielt er für das Jahr 2011 einen Vertrag beim UCI ProTeam Katusha, für das er schon zum Saisonende 2010 als Stagiaire fuhr. Nach einem Jahr ohne besondere Ergebnisse wechselte er 2012 zum Professional Continental Team RusVelo, für das er im vorletzten Jahr seiner internationalen Karriere eine Etappe des Grand Prix of Adygeya gewann.

## Erfolge
2005
- eine Etappe Bałtyk-Karkonosze Tour
- Russischer Meister – Straßenrennen (U23)

2008
- eine Etappe Rhone Alpes Isère Tour
- eine Etappe Way to Pekin

2009
- eine Etappe Circuito Montañés

2010
- Trofeo Franco Balestra
- eine Etappe Tour de Normandie
- Memorial of Oleg Dyachenko

2012
- eine Etappe Grand Prix of Adygeya

## Teams
- 2006 Premier
- 2007–2008 Rietumu Bank-Riga
- 2009 Katusha Continental Team
- 2010 Itera-Katusha
- 2011 Katusha Team
- 2012 RusVelo
- 2013 RusVelo